# São Pedro (Peniche)
A Freguesia de São Pedro é uma extinta freguesia portuguesa do Município de Peniche, a qual tinha 3,19 km² de área e 2 117 habitantes (2011), e, por isso, uma densidade populacional de 663,6 hab/km².
Foi extinta (agregada) pela reorganização administrativa de 2012/2013, tendo o seu território sido agregado ao das Freguesias de Conceição e de Ajuda para criar a Freguesia de Peniche.
Fazia fronteira a nordeste com a antiga freguesia da Conceição e a noroeste e leste com a antiga freguesia de Ajuda. Em conjunto com estas duas freguesias, formava a cidade de Peniche.
O arquipélago das Berlengas era parte da freguesia de São Pedro.

## População
| População da freguesia de Peniche (São Pedro) | População da freguesia de Peniche (São Pedro) | População da freguesia de Peniche (São Pedro) | População da freguesia de Peniche (São Pedro) | População da freguesia de Peniche (São Pedro) | População da freguesia de Peniche (São Pedro) | População da freguesia de Peniche (São Pedro) | População da freguesia de Peniche (São Pedro) | População da freguesia de Peniche (São Pedro) | População da freguesia de Peniche (São Pedro) | População da freguesia de Peniche (São Pedro) | População da freguesia de Peniche (São Pedro) | População da freguesia de Peniche (São Pedro) | População da freguesia de Peniche (São Pedro) | População da freguesia de Peniche (São Pedro) |
| --------------------------------------------- | --------------------------------------------- | --------------------------------------------- | --------------------------------------------- | --------------------------------------------- | --------------------------------------------- | --------------------------------------------- | --------------------------------------------- | --------------------------------------------- | --------------------------------------------- | --------------------------------------------- | --------------------------------------------- | --------------------------------------------- | --------------------------------------------- | --------------------------------------------- |
| 1864                                          | 1878                                          | 1890                                          | 1900                                          | 1911                                          | 1920                                          | 1930                                          | 1940                                          | 1950                                          | 1960                                          | 1970                                          | 1981                                          | 1991                                          | 2001                                          | 2011                                          |
| 861                                           | 906                                           | 872                                           | 805                                           | 930                                           | 1 588                                         | 1 993                                         | 2 373                                         | 1 971                                         | 2 261                                         | 2 473                                         | 3 163                                         | 2 387                                         | 2 095                                         | 2 117                                         |

## Símbolos heráldicos da freguesia

### Ordenação heráldica do brasão, bandeira e selo
Brasão: escudo de azul, farol de prata lavrado de negro, com lanterna de ouro, entre duas guaritas de fortaleza de prata, lavradas de negro, em chefe e campanha diminuta de prata e verde de três tiras. Coroa mural de prata de três torres. Listel branco, com a legenda a negro: “PENICHE – S. PEDRO”.
Bandeira: branca. Cordão e borlas de prata e azul. Haste e lança de ouro.
Selo: nos termos da Lei, com a legenda: “Junta de Freguesia de Peniche – S. Pedro”.
Parecer emitido pela Comissão de Heráldica da Associação dos Arqueólogos Portugueses a 19 de Março de 2002, nos termos da Lei n.º 53/91, de 7 de Agosto.
Estabelecidos, sob proposta da Junta de Freguesia, em sessão da Assembleia de Freguesia de 30 de Abril 2002.
Publicados no Diário da República, III Série, Nº 124, de 29 de Maio de 2002.
Registados na Direcção-Geral das Autarquias Locais com o nº 150/2002, de 18 de Junho de 2002. 

### Justificação dos símbolos
- Farol. Representa o Cabo Carvoeiro, que fica a cerca de cinco quilómetros das Berlengas, e o farol nele existente.
- Duas guaritas de fortaleza. Representam o forte que em tempos cercou todo o porto piscatório de Peniche.
- Campanha diminuta de três tiras. Representa o mar e todas as actividades económicas que lhe estão associadas.

## Política

### Eleições autárquicas

#### Assembleia de Freguesia
| Ano  | %            | M            | %    | M  | %       | M       |
| Ano  | FEPU/APU/CDU | FEPU/APU/CDU | PS   | PS | PPD/PSD | PPD/PSD |
| ---- | ------------ | ------------ | ---- | -- | ------- | ------- |
| 1976 | 41,2         | 4            | 36,1 | 3  | 18,4    | 2       |
| 1979 | 36,3         | 5            | 26,7 | 3  | 35,3    | 5       |
| 1982 | 29,7         | 4            | 37,8 | 5  | 29,1    | 4       |
| 1985 | 39,8         | 4            | 17,7 | 2  | 35,5    | 3       |
| 1989 | 21,2         | 2            | 37,6 | 4  | 32,2    | 3       |
| 1993 | 21,3         | 2            | 41,7 | 4  | 31,6    | 3       |
| 1997 | 18,8         | 2            | 43,2 | 4  | 32,7    | 3       |
| 2001 | 26,7         | 2            | 36,8 | 4  | 29,5    | 3       |
| 2005 | 33,1         | 3            | 30,1 | 3  | 32,2    | 3       |
| 2009 | 39,2         | 4            | 26,7 | 2  | 30,7    | 3       |

## Orago
Como o seu nome indica, o seu orago era São Pedro.

## Património
- Forte de São João Baptista ou Forte da Berlenga e os arcos que o ligam à ilha da Berlenga

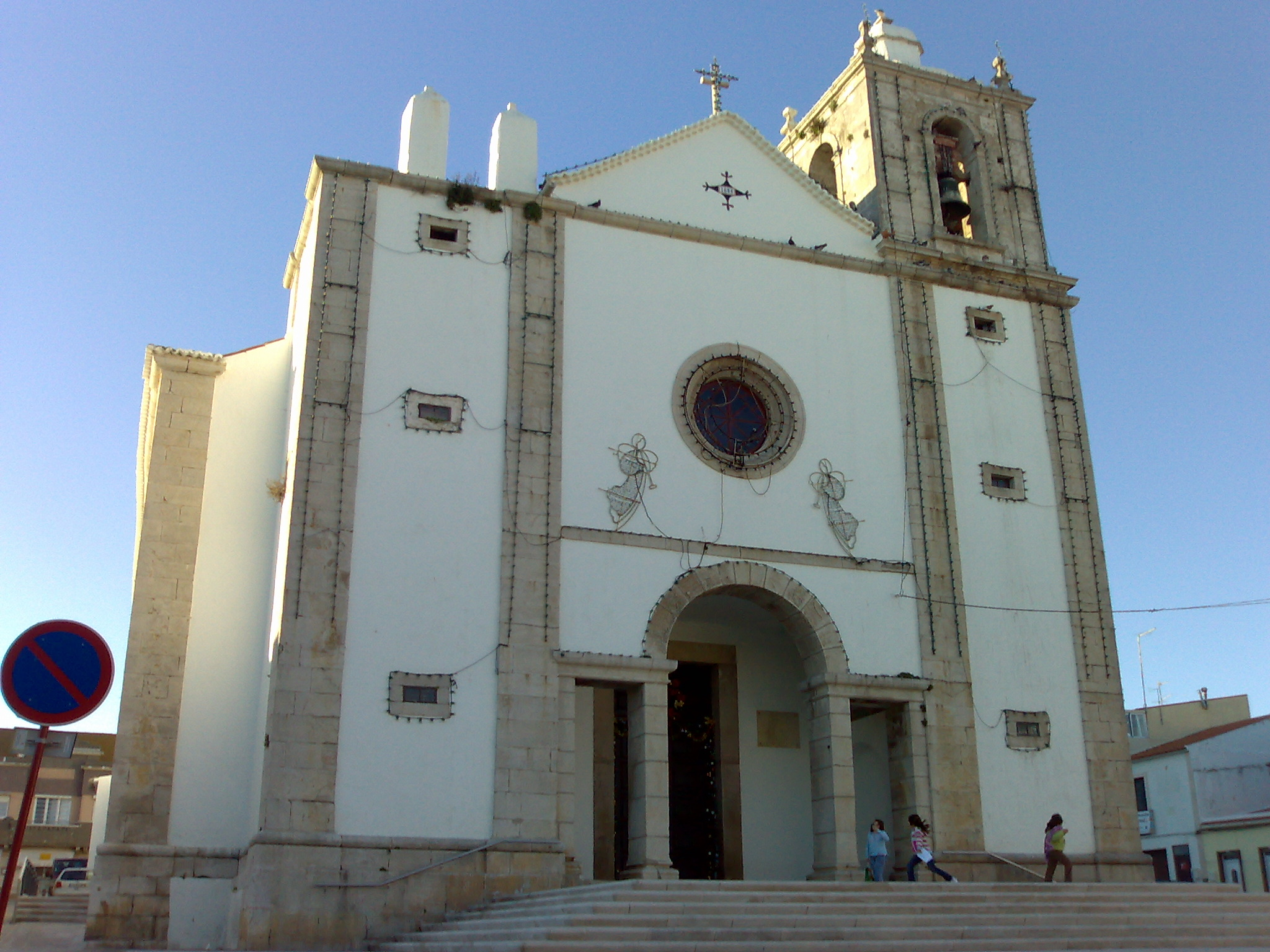
Igreja de São Pedro, na freguesia do mesmo nome.

- Fortaleza de Peniche
- Igreja de São Pedro